# ليفون بابوجيان
ليفون بابوجيان Levon Babujian (ولد في 8 مايو 1986 في يريفان) لاعب شطرنج أرميني يحمل لقب أستاذ كبير.
- فاز بالمركز الثالث مناصفةً في دورة فاسيليشين التذكارية في عام 2008.
- فاز بالمركز الأول في دورة إسطنبول عام 2009.
- فاز ببطولة مدينة يريفان للشطرنج عام 2011.
- فاز بالمركز السادس في دورة كارين أسريان التذكارية عام 2011 في يرموك مناصفةً.
- حل ثالثاً في بطولة أرمينيا للشطرنج 960 عام 2012.